# Anogeissus sericea
Anogeissus sericea är en tvåhjärtbladig växtart som beskrevs av Dietrich Brandis. Anogeissus sericea ingår i släktet Anogeissus och familjen Combretaceae. Utöver nominatformen finns också underarten A. s. nummularia.